# Новокутовська сільська рада
Новоку́товська сільська рада (рос. Новокутовский сельский совет) — муніципальне утворення у складі Чекмагушівського району Башкортостану, Росія. Адміністративний центр — село Новокутово.

## Населення
Населення — 820 осіб (2019, 935 у 2010, 1068 у 2002).

## Склад
До складу поселення входять такі населені пункти:
| Населений пункт       | Населення, осіб (2002) | Населення, осіб (2010) |
| --------------------- | ---------------------- | ---------------------- |
| Бікметово, село       | 158                    | 109                    |
| Новокутово, село      | 564                    | 542                    |
| Старі Чупти, присілок | 23                     | 16                     |
| Там'яново, село       | 323                    | 268                    |